# Charles Coates
Charles Coates, född 4 maj 1857, död 15 februari 1922, var en brittisk bågskytt. Han deltog vid olympiska sommarspelen 1908.